# Luigi Ambrosio
Luigi Ambrosio (Alba, 27 gennaio 1963) è un matematico italiano, noto per i suoi contributi al calcolo delle variazioni e alla teoria geometrica della misura. Socio corrispondente dell'Accademia nazionale dei Lincei, ha vinto il Premio Bartolozzi e il Premio Caccioppoli; è stato direttore della Scuola Normale Superiore (2019-2025).

## Biografia
Vinto il concorso di ammissione alla Scuola Normale Superiore di Pisa nel 1981, si laurea in matematica nel 1985 sotto la guida di Ennio De Giorgi presso l'Università di Pisa, conseguendo, al contempo, il relativo diploma di normalista, quindi, nel 1988, consegue, sempre alla Normale, il perfezionamento in matematica, titolo equipollente al dottorato di ricerca.
Nello stesso anno, è nominato ricercatore di analisi matematica presso l'Università di Roma "Tor Vergata", dove rimane fino al 1992, anno in cui diviene professore associato di analisi matematica all'Università di Pisa. Nel 1994, consegue l'ordinariato presso l'Università del Sannio a Benevento e, nel 1995, passa, come tale, all'Università di Pavia dove rimarrà fino al 1998, quando è chiamato alla Scuola Normale Superiore, come ordinario di analisi matematica.
È stato anche visiting professor e research scientist presso il Massachusetts Institute of Technology, l'ETH Zürich, il Max-Planck-Institut für Mathematik in den Naturwissenschaften (MIS) di Lipsia. Nel 2002 è stato "invited speaker" all'International Congress of Mathematicians (ICM) tenutosi a Pechino. Dal 2005 è socio dell'Accademia Nazionale dei Lincei e di altre società scientifiche italiane e straniere, è "managing editor" della rivista scientifica Calculus of Variations and Partial Differential Equations e membro del comitato editoriale di altre riviste scientifiche.
Nel 2018 è stato "plenary speaker" all'International Congress of Mathematicians (ICM) tenutosi a Rio de Janeiro.
Il 9 maggio 2019 viene eletto direttore della Scuola Normale Superiore, entrando ufficialmente in carica il 29 maggio successivo, a seguito della firma del decreto di nomina da parte del ministro Marco Bussetti.
Il 14 luglio 2023 riceve il Riemann Prize 2022 in Mathematics, risultando vincitore della seconda edizione del premio internazionale, istituito nel 2019 dalla RISM. È stato premiato per i suoi contributi nell'ambito dell'analisi geometrica, del calcolo delle variazioni e delle equazioni differenziali alle derivate parziali e loro applicazioni.
Come professore ordinario della Scuola Normale Superiore, attualmente è titolare del corso di "Introduzione alla teoria della misura e all'analisi reale".
La sua attività di ricerca e di insegnamento, riguarda il calcolo delle variazioni, la teoria geometrica della misura, la geometria differenziale, le equazioni differenziali alle derivate parziali, la probabilità, l'ottimizzazione lineare e non lineare, con particolare attenzione alla teoria del trasporto ottimale e le sue applicazioni.
Tra i suoi tanti allievi, Alessio Figalli,  Camillo De Lellis e Maria Colombo.

## Premi e riconoscimenti
- Ha vinto l'edizione 1991 del Premio Bartolozzi[10].
- Ha vinto l 'edizione 1998 del Premio Caccioppoli dell'Unione Matematica Italiana[11].
- Dal 2005 è socio corrispondente della Accademia nazionale dei Lincei.
- Ha vinto il Premio Fermat e il Premio Balzan.
- Ha vinto il Riemann Prize[12] nel 2022.

## Opere principali
- Selected Topics on Analysis in Metric Spaces (con Paolo Tilli), Pubblicazioni della Classe di Scienze della Scuola Normale Superiore, Pisa (IT), 2000. ISBN 978-88-7642-265-2.
- Lecture Notes on Analysis in Metric Spaces (con Francesco Serra Cassano), Pubblicazioni della Classe di Scienze della Scuola Normale Superiore, Pisa (IT), 2000. ISBN 978-88-7642-255-3.
- Calculus of Variations and Partial Differential Equations. Topics on Geometrical Evolution Problems and Degree Theory (con Edward N. Dancer), Springer-Verlag, Berlin & Heidelberg (DE), 2000.
- Functions of Bounded Variation and Free Discontinuity Problems (con Nicola Fusco e Diego Pallara), Oxford Mathematical Monographs, Oxford at the Clarendon Press, Oxford (UK), 2000. ISBN 0-19-850245-1.
- Optimal Transportation and Applications (con Cédric Villani, Luis Caffarelli, Yann Brenier e Giuseppe Buttazzo), Lectures given at the C.I.M.E. Summer School held in Martina Franca, Italy, September 2-8, 2001, LNM Series No. 1813, Springer-Verlag, Berlin & Heidelberg (DE), 2003.
- Topics on Analysis in Metric Spaces (con Paolo Tilli),  Oxford Lecture Series in Mathematics and its Applications, No. 25, Oxford University Press, Oxford (UK), 2004. ISBN 0-19-852938-4.
- Gradient Flows in Metric Spaces and in the Space of Probability Measures (con Nicola Gigli e Giuseppe Savaré), 2nd Edition, Lectures in Mathematics, Eidgenössische Technische Hochschule Zürich, Birkhäuser, Basel (CH), 2008 (1st Edition, 2005). ISBN 978-3-7643-8721-1.
- Calculus of Variations and Non-Linear Partial Differential Equations (con Michael G. Crandall, Nicola Fusco, Luis Caffarelli, Lawrence C. Evans e Elvira Mascolo), Lectures given at the C.I.M.E. Summer School held in Cetraro, Italy, June 27-July 2, 2005, LNM Series No. 1917, Bernard Dacorogna and Paolo Marcellini Editors, Springer-Verlag, Berlin & Heidelberg (DE), 2007.
- Transport Equations and Multi-D Hyperbolic Conservation Laws (con Gianluca Crippa, Camillo De Lellis, Felix Otto e Michael Westdickenberg), Springer-Verlag, Berlin & Heidelberg (DE), 2008.
- Corso introduttivo alla teoria geometrica della misura e alle superfici minime, ristampa della prima edizione del 1997, Edizioni della Normale, Pisa (IT), 2010. ISBN 978-88-7642-410-6.
- Optimal Transportation, Geometry and Functional Inequalities (a cura di), Edizioni della Normale, Pisa (IT), 2010. ISBN 978-88-7642-373-4
- Introduction to Measure Theory and Integration (con Giuseppe Da Prato e Andrea Mennucci), Edizioni della Normale, Pisa (IT), 2011. ISBN 978-88-7642-385-7
- Geometric Measure Theory and Real Analysis (a cura di), Edizioni della Normale, Pisa (IT), 2014. ISBN 978-88-7642-522-6
- Lectures on Elliptic Partial Differential Equations (con Alessandro Carlotto e Annalisa Massaccesi), Edizioni della Normale, Pisa (IT), 2018. ISBN 978-88-7642-650-6